# Переселение (село)
Пересе́ление (укр. Переселення) — село, входит в Кагарлыкский район Киевской области Украины.
Население по переписи 2001 года составляло 1539 человек. Почтовый индекс — 09246. Телефонный код — 4573. Занимает площадь 6,173 км². Код КОАТУУ — 3222286001.

## Местный совет
09247, Київська обл., Кагарлицький р-н, с.Переселення, вул.Миру,5